# 아부 메나

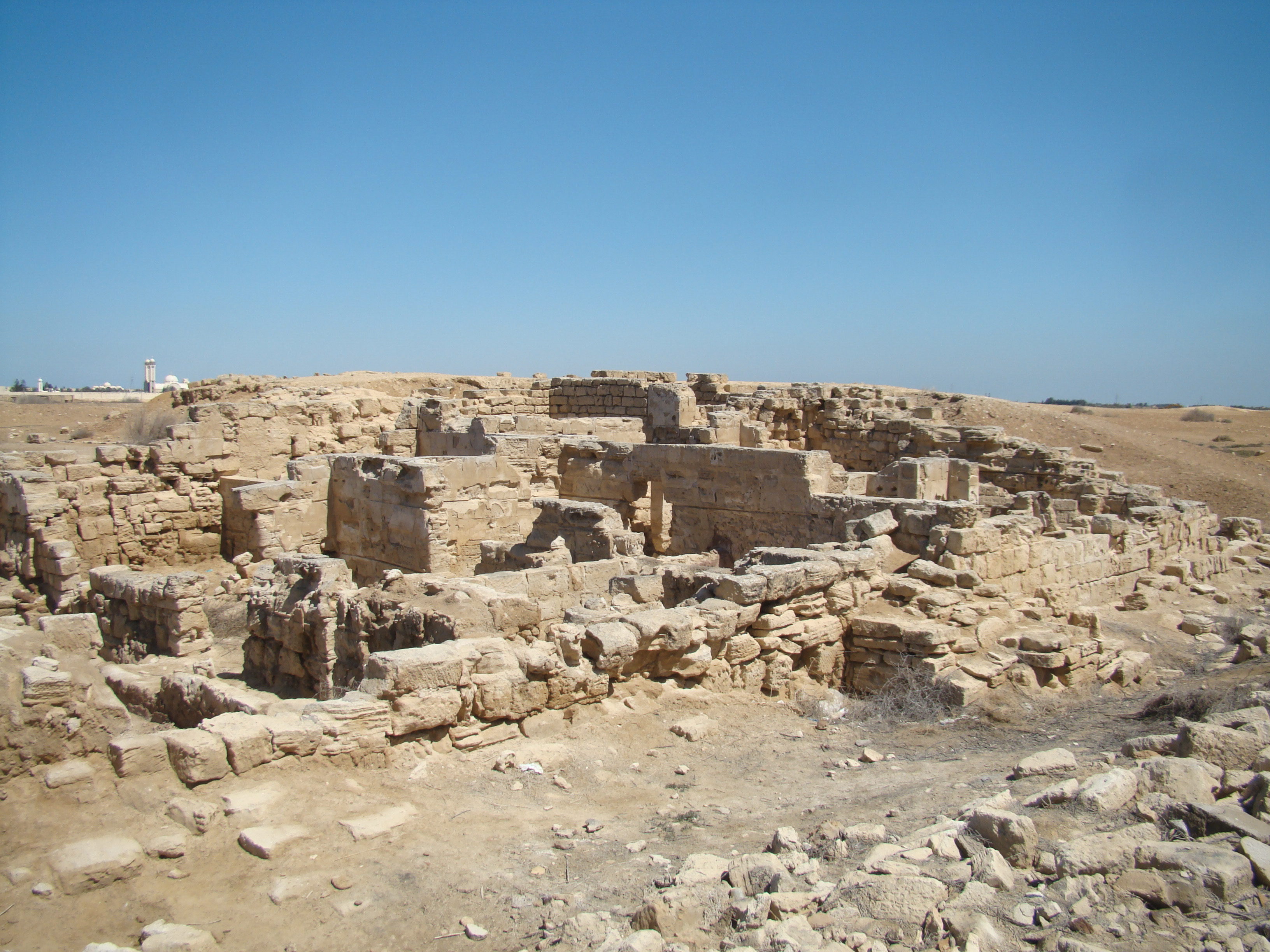

아부 메나(Abu Mena)는 고대 후기 이집트의 마을, 수도원 단지, 기독교 순례의 중심지였다. 알렉산드리아에서 남서쪽으로 약 50킬로미터 떨어져있다. 1979년 초기 기독교의 지역적 중요성으로 인해 세계유산으로 지정되었다.
이 지역에서 최근의 농업의 노력으로 인해 지하수위가 상당히 상승하였으며 이로 인해 수많은 지역 건물들이 붕괴되거나 불안정하게 되었다. 이 지역은 2001년에 위험에 처한 세계유산 목록에 추가되었다.

## 같이 보기
- 위험에 처한 세계유산